# Kapillar-Kaffeetasse

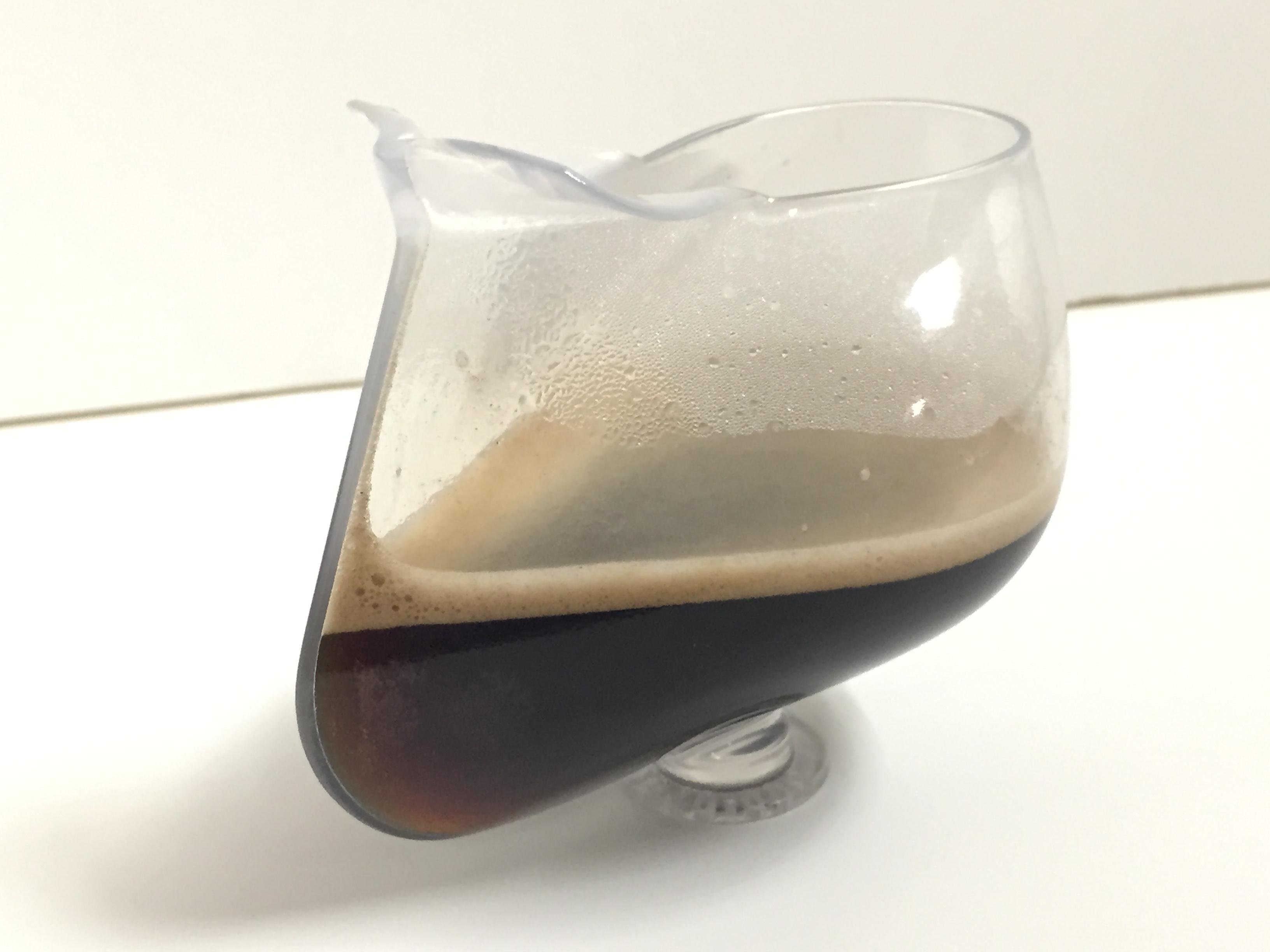
ISS-43 Space Station Espresso Cup

Die Kapillar-Kaffeetasse, auch Zero Gravity Coffee Cup genannt, ist eine offene Tasse zur Benutzung in der Schwerelosigkeit. Sie ist vom NASA-Astronauten Donald Pettit auf der Internationalen Raumstation entwickelt und 2018 patentiert (US Patent 9962024B2) worden. Sie gilt als das erste im Weltall erfundene und patentierte Objekt. Die Tasse entstand aus Pettits Wunsch heraus, im Weltraum Wasser ohne Beutel und Strohhalm trinken zu können. Sie wird heute in einer Porzellanvariante auf der ISS benutzt.
Siehe auch ISSpresso